# 塩田貞治
塩田 貞治（しおだ さだはる、1976年9月14日 - ）は、日本の俳優。mammal所属。東京都出身。170cm、56kg。

## 人物
高校時代から雑誌のモデルなどをし、1998年の映画「卓球温泉」にて本格的な芸能界デビューした。
2001年に放送されたNHKの各国語学講座、「ロシア語会話」に生徒役として出演。
2002年に放送されたTBS系列の「世界ウルルン滞在記」における韓国滞在をきっかけに、渡韓し語学留学。俳優としての活動拠点を韓国を中心に置いており、韓国映画などに出演している。

## 出演

### 日本

#### テレビ
- ひなたぼっこ（1998年 - 1999年、TBS系列） - 小林役
- 多重人格探偵サイコ（2000年5月、WOWOW）- マナベ役
- ロシア語会話（2001年4月-2002年3月、NHK教育）
- 世界ウルルン滞在記（2002年、TBS系列）
- 大人のための韓国カジノ・リゾートの旅（旅チャンネル・MONDO21）
- 女警察署長（2009年5月23日、テレビ朝日系列） - 日下部勉役
- 山村美紗サスペンス 赤い霊柩車30（2012年9月28日・10月5日、フジテレビ系列） - 二条路信也役

#### 映画
- 卓球温泉 （1998年、大映・日本テレビ放送網）
- のんきな姉さん（2002年、WaterMelon Company）

### 韓国
- まぶしい一日 - 第3話「空港男女」（2006年）